# Эйегон III Таргариен
Эйегон III Таргариен — персонаж вымышленного мира, изображённого в серии книг «Песнь Льда и Огня» Джорджа Мартина, король Вестероса из валирийской династии Таргариенов, занявший Железный трон по итогам Пляски Драконов. Один из героев книги «Пламя и кровь» и телесериала «Дом Дракона».

## Биография
Согласно Мартину, Эйегон III принадлежал к королевской династии Таргариенов, которая правила в Вестеросе. Он был старшим сыном Рейениры Таргариен и её второго мужа Дейемона Таргариена; после Эйегона в этой семье родился ещё один сын, Визерис. Рейенира была старшей дочерью короля Визериса I, который именно ей завещал престол. Однако многие лорды выступали за то, чтобы власть унаследовал сын Визериса, ещё один Эйегон. Когда Эйегону Младшему было девять лет, король умер и началась гражданская война, известная как Пляска Драконов.
Рейенира была провозглашена королевой. Эйегона и Визериса отправили в Эссос, чтобы уберечь от связанных с войной опасностей, но корабль, на котором они плыли, был захвачен врагами. Эйегон спасся верхом на своём драконе и добрался до Драконьего Камня. Позже он попал в руки Эйегону Старшему вместе с матерью и видел, как Рейениру пожрал королевский дракон. Звучали предложения казнить и принца, но Эйегон Старший предпочёл держать племянника в заточении как заложника. Спустя год короля отравили, и 11-летний Эйегон Младший был провозглашён королём. Регентский совет при нём был сформирован из представителей обеих противоборствующих партий, так что Пляска Драконов закончилась компромиссом. 
Эйегон III правил 26 лет. Его царствование было отмечено шестилетней зимой и эпидемией Зимней лихорадки, а также гибелью последних драконов. Ходили слухи, что король их отравил. В браке Эйегона с Дейнейрой Веларион родились Дейерон I Юный Дракон, Бейелор I Благословенный и Три Девы в Башне: Дейна, Рейна и Элейна.
Эйегон упоминается в ряде романов Джорджа Мартина. Написанные в жанре псевдохроники «Мир льда и пламени» и «Пламя и кровь» содержат более обстоятельный рассказ об этом правителе. Эйегона-ребёнка изобразил на своём рисунке художник-иллюстратор Магали Вильнёв. Эйегон появится и в телесериале «Дом Дракона» (2022).

## Оценки персонажа
Специалисты считают историческим прототипом Таргариенов датских викингов, завоевавших в IX веке существенную часть Англии. Прообразом Пляски Драконов Джордж Мартин назвал борьбу за английский престол в XII веке, которую вели Стефан и Матильда; в этом случае прототипом Эйегона III должен считаться сын Матильды Генрих II Плантагенет.